# Drumband
Eine Drumband ist ein Schlagwerk-Ensemble, in dem  Idiophone wie Xylophon, Kastagnetten, Claves usw. und Membranophone wie beispielsweise Snare verwendet werden. Die eigentliche Domäne der Drumbands ist die Straße; mittlerweile treten Drumbands auch konzertant auf. 
Aus optischen Gründen ist vielen Drumbands (gerade in den Benelux-Staaten) eine Gruppe von Majoretten zugeordnet. Gleichfalls findet man, besonders in den Niederlanden, Blasorchester bzw. Fanfarenorchester, denen eine Drumband zugeordnet ist.

## Geschichte
Die Drumbands entstanden nach dem Zweiten Weltkrieg in den Niederlanden nach dem Vorbild der Marching- und Showbands der Alliierten. Die klassischen Drumbands der 1950er Jahre bestanden vor allem aus Percussionisten mit Snaredrums, Tenortrommeln und Basstrommeln, die vor Blaskapellen marschierten und auch mit ihnen musizierten.
In den 1990er Jahren rückten die melodischen Instrumente immer stärker in den Vordergrund. Weitere Instrumente wie Bongos, Congas, Timbales, Rototom, Samba-Pfeife, Maracas, Vibraslap, Güiro, Marchingbells und Tenortrommeln wurden aufgenommen. Mit den neuen Instrumenten erweiterte sich auch das Repertoire der Drumbands. Viele Drumbands haben sich zu sogenannten „Malletsbands“ (Melody Percussion Ensembles) entwickelt bzw. gewandelt.
Inzwischen sind die Drumbands anerkannte Orchester, die auch bei Musikwettbewerben eine eigene Kategorie erhalten haben. In Europa ist zu beobachten, dass es immer stärker einen fließenden Übergang und eine Art Mischung zwischen Drumline nach US-Vorbild und Drumband nach europäischem Vorbild gibt.